# Bhatgaon (Índia)
Bhatgaon fou un estat tributari protegit de l'Índia, del tipus zamindari, al districte de Bilaspur, tahsil de Seonarayan, a les Províncies Centrals, situat al sud del riu Mahanadi i amb una superfície de 160 km²; la població el 1881 era de 9.892 habitants repartits en 44 pobles. El sobirà era de casta bija.